# MHC Goirle
Mixed Hockeyclub Goirle is een hockeyclub uit Goirle. De vereniging werd op 3 juni 1980 opgericht.
MHC Goirle begon in het seizoen 1980/81 met elf teams en een natuurgrasveld afgestaan door de nabije voetbalclubs. Anno 2022 heeft MHC Goirle twee watervelden, één zandveld, één 3/4 zandveld en ruim 825 leden. 